# Caladenia petrensis
Caladenia petrensis é uma espécie de orquídea, família Orchidaceae, endêmica do sudoeste da Austrália,  ao norte de Perenjori, até Canna, e ao leste até Paynes Find, onde cresce isolada em grupos pequenos, sob Acacia, ou em áreas de vegetação arbustiva e afloramentos de granito e minério de ferro, entre suas frestas, em solo sazonalmente úmido. Tem flores de sépalas e pétalas externamente pubescentes, muito estreitas, caudadas, longas e filamentosas, bem esparramadas. No labelo têm calos prostrados em forma de bigorna. São plantas com uma única folha basal pubescente e uma inflorescência rija, fina e pubescente, com uma ou poucas flores. Floresce no inverno. Trata-se de espécie bastante semelhante a Caladenia incensa, da qual pode ser separada por ter flores menores e mais amareladas, sem pintas perto do ápice do labelo, e pétalas pendentes da porção distal.

## Publicação e sinônimos
- Caladenia petrensis A.P.Br. & G.Brockman, Nuytsia 17: 74 (2007).